# Gleisenau (Grub am Forst)
Gleisenau ist ein Gemeindeteil der oberfränkischen Gemeinde Grub am Forst im Landkreis Coburg.

## Geografie
Die Einöde liegt zusammen mit dem benachbarten Forsthub am nördlichen Rand des Lichtenfelser Forstes. Im Norden verläuft die Bundesstraße 303 und im Osten die seit Oktober 2008 fertiggestellte Bundesautobahn 73 (Suhl–Nürnberg). Bis zum Haltepunkt Grub am Forst an der Bahnstrecke Coburg–Lichtenfels sind es etwa 0,6 Kilometer Luftlinie.

## Geschichte
Die erste Erwähnung erfolgte zwischen 1739 und 1746 im Bamberger Standbuch als „Gleißenau“. Die Lehensherrschaft gehörte dem Kastenamt Lichtenfels. 1801 bestand der Ort, der zum Sprengel der katholischen Pfarrei in Lichtenfels gehörte, aus einem fürstlich-bambergischen Jägerhaus. In der Zeit wurde das Forsthaus als zweigeschossiger Walmdachbau errichtet.
Nach dem Gemeindeedikt von 1818 wurde Gleisenau zusammen mit Buch am Forst, Forsthub, Seehof und Hammer zu der Gemeinde Buch am Forst zusammengefügt. 1862 folgte die Eingliederung der Landgemeinde in das neu geschaffene bayerische Bezirksamt Lichtenfels.
Im Jahr 1871 zählte Gleisenau acht Einwohner und drei Gebäude. Die zuständige katholische Pfarrei und Schule befanden sich im zehn 6,5 Kilometer entfernten Lichtenfels. 1900 umfasste die Landgemeinde Buch am Forst mit ihren fünf Orten eine Fläche von 1372,45 Hektar, 596 Einwohner, von denen 587 evangelisch waren, und 106 Wohngebäude. In Gleisenau, das inzwischen der evangelischen Pfarrei und Schule im fünf Kilometer entfernten Buch zugeordnet war, lebten neun Personen in einem Wohngebäuden. 1925 hatte die Einöde fünf Einwohner und ein Wohngebäude und 1950 sechs Einwohner. 1970 und 1987 zählte die Einöde fünf Einwohner sowie ein Wohngebäude mit einer Wohnung.
Am 1. Mai 1978 folgte die Eingliederung in die Gemeinde Grub am Forst im Landkreis Coburg.